# Großes Stammbuch Philipp Hainhofers

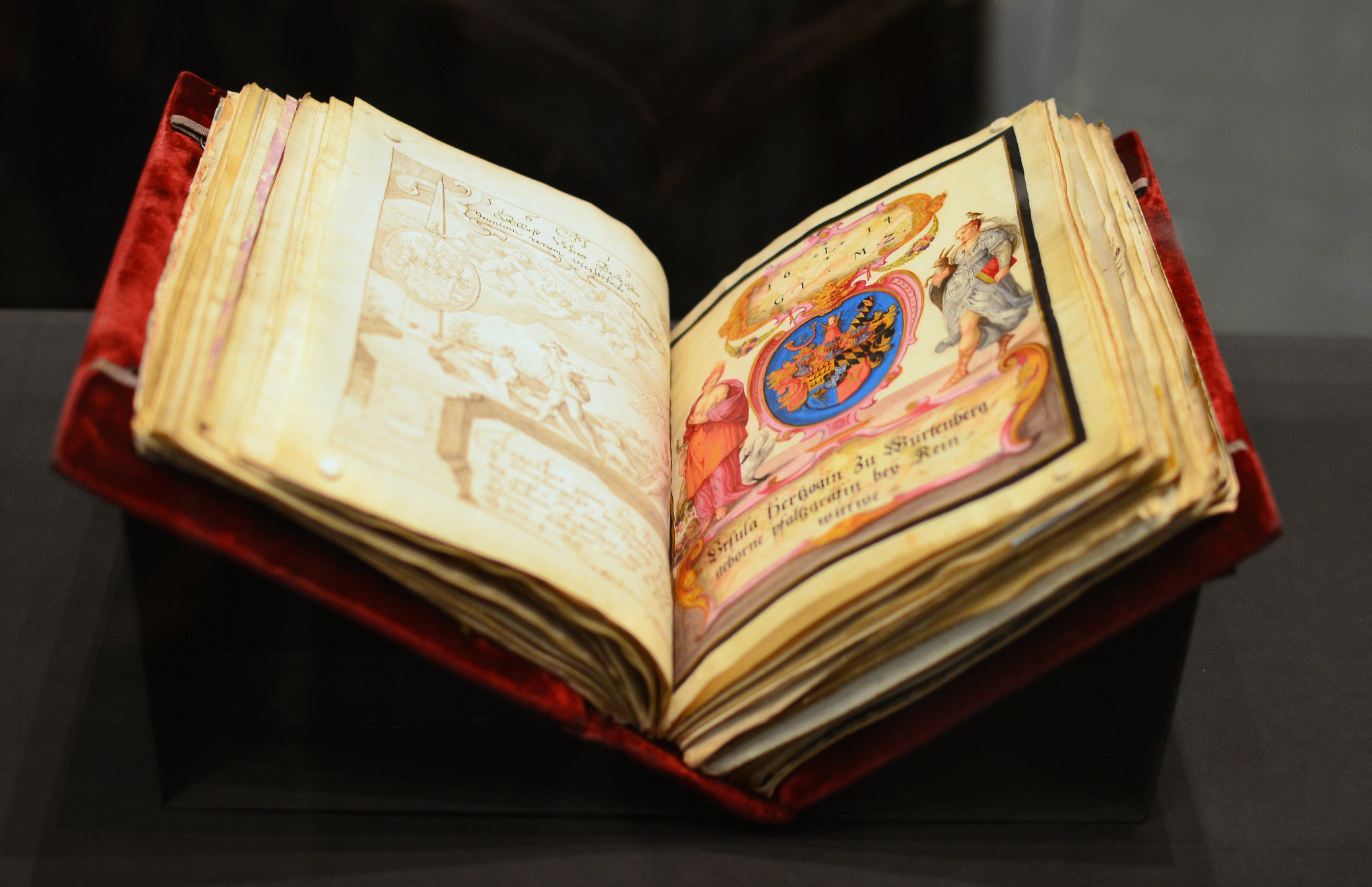
Großes Stammbuch, Seite 58 und 59

Das Große Stammbuch Philipp Hainhofers ist ein von dem Augsburger Kaufmann und Kunstagenten Philipp Hainhofer im frühen 17. Jahrhundert angelegtes Stammbuch (Album Amicorum). Es handelt sich um eine mit bildlichen Darstellungen illustrierte Autographensammlung, die Eintragungen zahlreicher politisch bedeutender Persönlichkeiten zwischen 1596 und 1633 enthält. Das Stammbuch gilt wegen seiner Ausstattung als herausragendes Kunstwerk. Seit dem Ankauf für 2,8 Millionen Euro durch die Herzog August Bibliothek in Wolfenbüttel im Jahr 2020  befindet es sich in der dortigen Sammlung, wo es wissenschaftlich untersucht wird.

## Beschreibung
Das Stammbuch hat ein Format von 21 cm × 18 cm und umfasst 227 paginierte Seiten aus Papier, Pergament und Seide. Es verfügt heute über eine Schnürbindung und einen Einband aus violettem Samt. Ursprünglich hatte Philipp Hainhofer eine Schraubheftung verwendet, die einen Austausch der Seiten zuließ.
In dem Buch haben sich zwischen 1596 und 1633 europäische Herrscher, wie die Kaiser Matthias und Rudolf II., sowie Angehörige des Adels und der Oberschicht handschriftlich eingetragen. Darunter sind Fürsten, Diplomaten, Geistliche und Feldherren, die zum Teil Protagonisten des Dreißigjährigen Kriegs waren.
Die Einträge bestehen aus einer Seite mit persönlichen Sätzen oder Gedichten in unterschiedlichen Sprachen, darunter Deutsch, Französisch, Lateinisch, Italienisch. Hinzu kommt meist ein Schmuckblatt. Das Album enthält reich verzierte Wappendarstellungen und Zeichnungen im Stil des Barock. Wegen der hochwertigen bildlichen Ausgestaltung gilt das Buch auch als ein Sammlungsalbum für Kunst.
Die bildlichen Darstellungen zu den Einträgen ließ Hainhofer häufig von renommierten Künstlern anfertigen, die er auf Kosten der Eintragenden in Auftrag gab. Anhand der Beschreibungen von Hainhofer sowie den Unterschriften der Künstler auf ihren Werken ließen sich unter anderem Joseph Heintz, Johann Matthias Kager, Lucas Kilian, Jacopo Ligozzi und Anton Mozart sicher identifizieren. Bei vielen Bildern sind die Künstler bisher nicht bekannt, darunter die Seiten mit floralen Bildmotiven. Sie zeigen Tulpen, die damals in Europa neu und kostbar waren, und erinnern an die Arbeiten von Georg Hoefnagel.

Einzelne Seiteneinträge
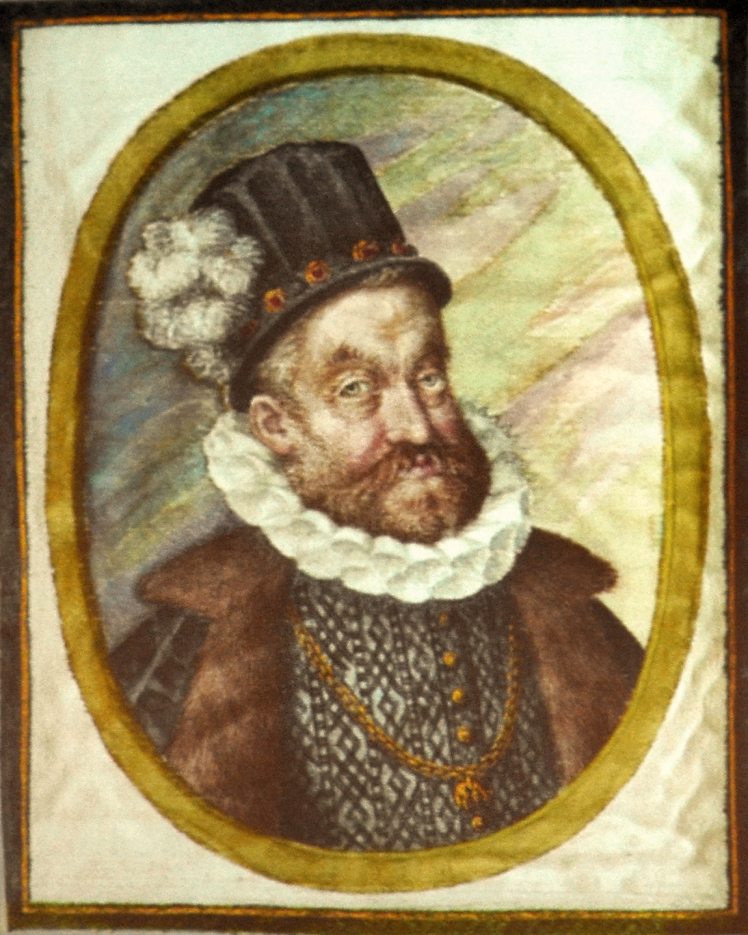
Seite 16: Porträt von Kaiser Rudolf II. durch Daniel Fröschl
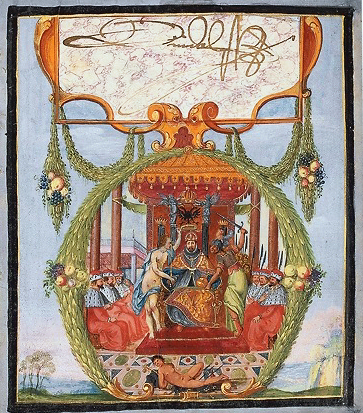
Seite 17: Allegorische Krönung von Kaiser Rudolf II. mit eigener Unterschrift
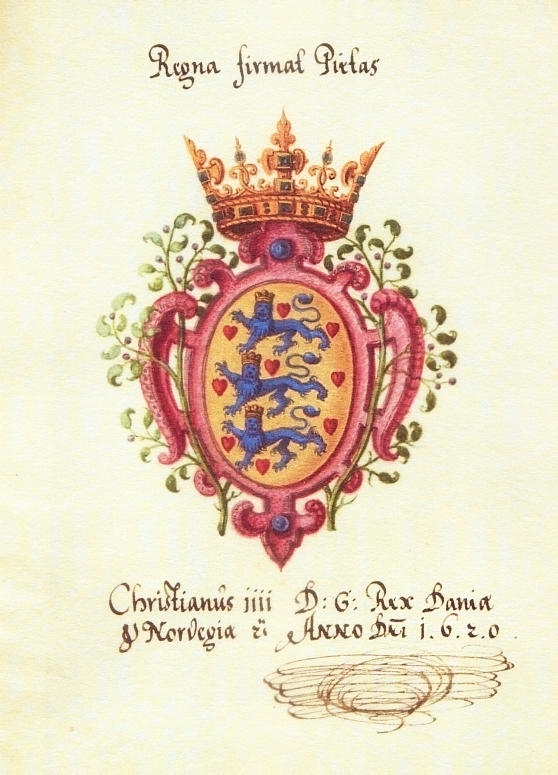
Seite 21: Eintrag von König Christian IV. von Dänemark und Norwegen mit eigener Unterschrift, 1620
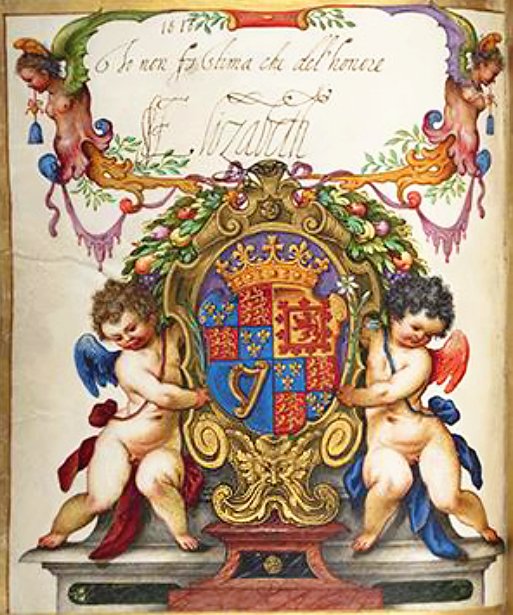
Seite 24: Eintrag von Elisabeth Stuart mit eigener Unterschrift und britischem Wappen, 1616
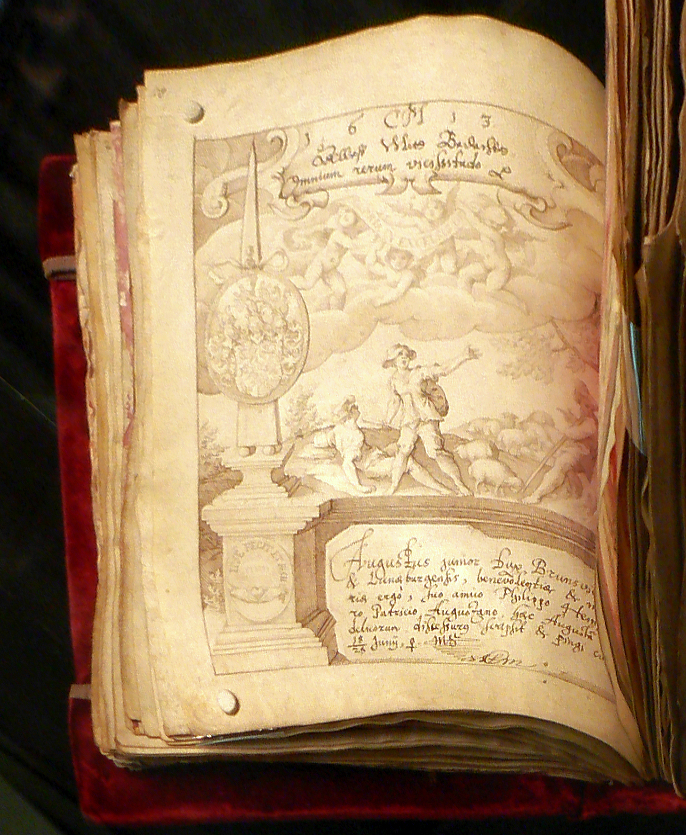
Seite 58: Eintrag von August II. von Braunschweig-Lüneburg, 1613
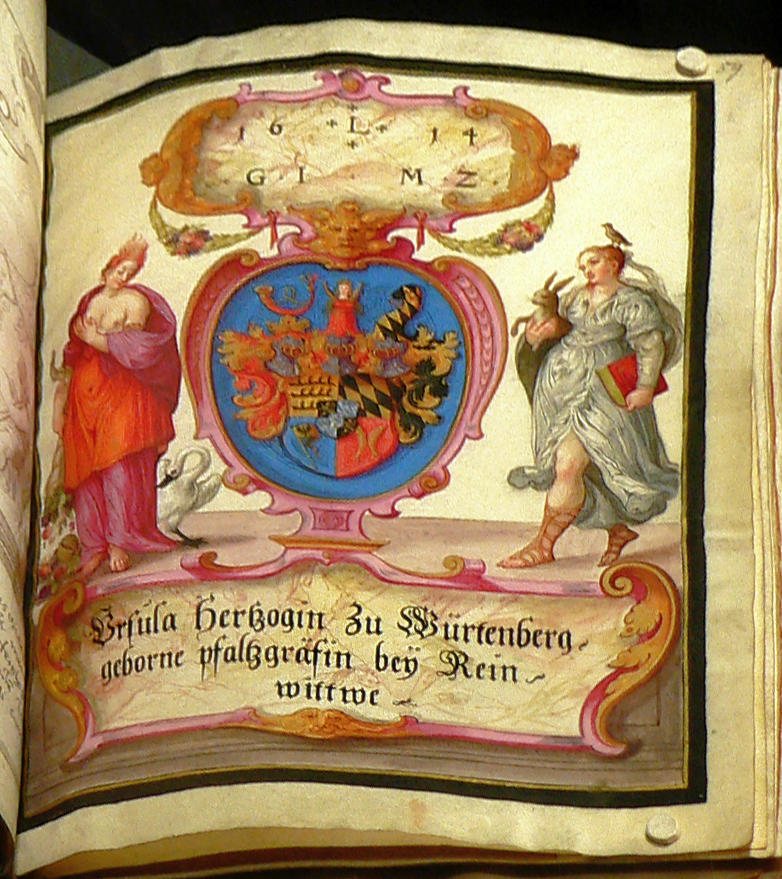
Seite 59: Eintrag von Ursula Herzogin zu Württemberg, 1614

### Seitenliste
In der ausklappbaren Liste werden die jeweiligen Seiten, ihre Datierung, die eintragende Person und die Art des Eintrags dargestellt.
| Seite   | Datierung | Eintragende Person | Darstellung |
| ------- | --------- | --- | --- |
| 1       | 1600      | | Titelseite mit drei Zitaten in französischer, italienischer und lateinischer Sprache sowie Philipp Hainhofers Name und Wappen in einer Umrandung.                                                                    |
| 4–5     |           | | An das Buch (Ad Librum) und den Leser (Ad Lectorem) gerichtete, lateinische Widmungen mit einer bildlichen Umrandung von Tieren, die über Ranken aus Früchten und Blumen springen.                                   |
| 8       |           | Johann Schweikhard von Cronberg, Erzbischof von Mainz | Unterschrift, Vollwappen und Wahlspruch sowie Tuschezeichnung von Reisenden in einer Landschaft, signiert mit dem Monogramm von Anton Mozart.                                                                        |
| 10      | 1624      | Władysław IV. Wasa, König von Polen | Unterschrift, Wappen und Wahlspruch auf einem emblematischen Gemälde. |
| 13      | 1633      | Gustaf Horn, Kommandeur der schwedischen Armee in Deutschland | Unterschrift, Wappen und Wahlspruch. |
| 16–17   |           | Rudolf II., Kaiser des Heiligen Römischen Reichs | Porträt durch Daniel Fröschl und Unterschrift mit bildlicher Darstellung mit Landschaftshintergrund und Szene mit dem Kaiser, flankiert von zwei allegorischen Figuren.                                              |
| 20      |           | Matthias, Kaiser des Heiligen Römischen Reichs | Unterschrift, Vollwappen und Darstellung von vier Tugenden. |
| 21      | 1620      | Christian IV., König von Dänemark und Norwegen | Unterschrift, Vollwappen und Wahlspruch. |
| 24      | 1616      | Elisabeth Stuart, Kurfürstin von der Pfalz | Unterschrift, Wahlspruch und von Putten getragenes britisches Vollwappen, gemalt von Johann Matthias Kager. |
| 25      |           | Friedrich V., Kurfürst von der Pfalz | Unterschrift und allegorische Federzeichnung. |
| 30–31   |           | Cosimo II. de’ Medici, Großherzog der Toskana | Unterschrift, Wahlsprüche und eine bemalte Seite mit seinem gekrönten Wappen, flankiert von sitzenden Figuren der Gerechtigkeit und Standhaftigkeit, gemalt von Jacopo Ligozzi.                                      |
| 33      | 1608      | Joachim Ernst, Markgraf von Ansbach | Unterschrift und Vollwappen mit Darstellung von musizierenden Engeln, gemalt von Anton Mozart. |
| 36      | 1612      | Philipp II., Herzog von Pommern-Stettin | Unterschrift, Wahlspruch und Wappen, umgeben von emblematischen Medaillons und Darstellung einer allegorischen Landschaft, gemalt von Johann Matthias Kager.                                                         |
| 37      |           | Philipp II., Herzog von Pommern-Stettin | Kalligraphisches Porträt in schwarzer Tinte mit Goldrahmen. |
| 39      | 1613      | Johann Friedrich, Herzog von Württemberg | Unterschrift und Wappen, darüber Vögel und Tiere. |
| 41      | 1612      | Leopold V., Erzherzog von Österreich-Tirol | Unterschrift, Wahlspruch und Wappen mit zwei Engeln. |
| 43      | 1616      | Barbara Sophia von Brandenburg, Herzogin von Württemberg | Unterschrift und Wappen sowie zwei Putten, die eine Schriftrolle halten. |
| 45      | 1616      | * Barbara Sophia von Brandenburg, Herzogin von Württemberg * Agnes von Württemberg (1592–1629), Ehefrau von Franz Julius von Sachsen-Lauenburg * Anna von Württemberg (1597–1650), Tochter von Herzog Friedrich I. | Unterschriften, Wahlsprüche und Wappen. |
| 50      | 1620      | Adolf von Schleswig-Holstein-Gottorf, fürstlicher Militär | Unterschrift, Wahlspruch und Darstellung einer Kriegsgöttin, die mit seinem Wappen einen Schild hält. |
| 51      | 1630      | Johann Wilhelm, Herzog von Sachsen-Altenburg | Unterschrift, Wahlspruch und Wappen mit einem Putto. |
| 53      | 1618      | | Zeichnung der Köpfe von Ceres, Venus und Bacchus nach dem Bildmotiv Sine Cerere et Baccho friget Venus. |
| 55      | 1614      | Ludwig V., Landgraf von Hessen-Darmstadt | Unterschrift und Wappen. |
| 58      | 1613      | August der Jüngere, Herzog zu Braunschweig-Lüneburg | Unterschrift, Wahlspruch und Widmung an „suo amico“ Philipp Hainhofer in einer Federzeichnung mit der Verkündigung an die Hirten, gezeichnet von Lucas Kilian.                                                       |
| 59      | 1614      | Ursula von Pfalz-Veldenz-Lützelstein, Herzogin zu Württemberg, 1614 | Name und Wappen mit allegorischen Frauenfiguren. |
| 62      | 1616      | Georg Friedrich, Markgraf von Baden und protestantischer Heerführer | Unterschrift, Vollwappen und Figuren des Glaubens und der Gerechtigkeit, gemalt von Tobias Bernhart. |
| 65      | 1619      | Clara Maria von Pommern (1574–1623), erste Ehefrau von Herzog August der Jüngere | Unterschrift und Wappen, flankiert von der heiligen Katharina von Siena und der Jungfrau des Unbefleckten Empfängnis.                                                                                                |
| 68      | 1613      | Karl Friedrich I., Herzog von Münsterberg | Unterschrift und Wappen, umgeben von Engeln mit Instrumenten der Passion, gezeichnet von Lucas Kilian. |
| 69      | 1613      | Ludwig Friedrich, Herzog von Württemberg-Mömpelgard | Unterschrift, Wahlspruch und Wappen in einem Rahmen aus Insekten, Blumen und Muscheln. |
| 71      | 1624      | Alessandro Orsini, Kardinal der Römischen Kirche | Unterschrift über einem Gemälde eines Bären. |
| 73      | 1621      | Charles de Valois, Herzog von Auvergne und Angoulême | Unterschrift über seinem gemalten Wappen. |
| 75      | 1625      | Aloysio Gonzaga, Prinz von Castiglione Ferdinando Gonzaga | Unterschriften unter gemaltem Wappen. |
| 78      | 1613      | Wolfgang Wilhelm von Pfalz-Neuburg, Reichsfürst aus dem Hause Wittelsbach | Unterschrift und Wappen mit bemalter Umgebung, darunter Putten beim Musizieren. |
| 80      | 1612      | Heinrich Wenzel, Herzog von Münsterberg | Unterschrift, Vollwappen und Wahlspruch. |
| 84      | 1612      | Maria Dorothea von Württemberg (1559–1639), Ehefrau von Herzog Otto Heinrich | Unterschrift, Wappen und Wahlspruch mit einer Szene mit Landschaftshintergrund sowie Figuren der Gerechtigkeit und Nächstenliebe, signiert von Anton Mozart.                                                         |
| 85      | 1612      | * Sabine (1589–1661), Tochter von Herzog Otto Heinrich * Susanna (1591–1667), Ehefrau von Pfalzgraf Georg Johann II.                                                                                               | Unterschriften und Wahlsprüche. |
| 90–91   | 1614      | August, Herzog von Sulzbach | Unterschrift, Wahlspruch und Wappen, umgeben von zwei ganzseitigen Bildstickereien aus Seide und Goldfaden mit Darstellung eines Baldachins in einer Landschaft und einem Massaker an Unschuldigen.                  |
| 94      |           | * Johann Georg I., Kurfürst von Sachsen * Moritz, Herzog von Sachsen-Zeitz | Unterschriften und Wahlsprüche. |
| 95      |           | | Ganzseitiges Gemälde einer Landschaft mit dem Kurfürsten Johann Georg I. und seinen Söhnen Augustus, Christian und Moritz rittlings auf einem Pferd mit rosa Mähne.                                                  |
| 100     | 1619      | Friedrich Achilles, Herzog von Württemberg | Signatur, Wahlspruch und Wappen in kunstvoller architektonischer Umgebung mit Putten. |
| 101     | 1623      | Joachim Ernst, Herzog von Schleswig-Holstein-Plön | Unterschrift und Wahlspruch. |
| 103     |           | François de Lorraine (1571–1632), Graf von Vaudemont | Unterschrift, Vollwappen und Wahlspruch. |
| 106     | 1630      | Georg II., Landgraf von Hessen-Darmstadt. | Unterschrift, Wappen und Wahlspruch mit symbolischen Erinnerungen an die Sterblichkeit. |
| 108     | 1615      | Anna von Pommern, Angehörige des Greifengeschlechts | Unterschrift und Vollwappen. |
| 109     | 1617      | Anna Maria, Herzogin von Pommern | Unterschrift, Wahlspruch und Vollwappen umrahmt von zwei geflügelten Meerjungfrauen. |
| 112     | 1632      | Hans, Herzog von Schleswig-Holstein-Gottorf (1606–1655) | Unterschrift, Wahlspruch und Wappen, das von einer Figur der Nächstenliebe gehalten wird. |
| 113     | 1632      | Alexander Heinrich (1608–1667), Herzog von Schleswig-Holstein-Sonderburg | Unterschrift und Wahlspruch sowie nackte Glücksfigur, die den Wind in ihrem Segel fängt. |
| 116     | 1614      | Friedrich I., Landgraf von Hessen-Homburg | Unterschrift, Vollwappen und Wahlspruch. |
| 118     | 1630      | Marguerite von Béthune († 1661), Ehefrau von Herzog Henri II. de Rohan | Unterschrift, Vollwappen und Widmung. |
| 119     | 1630      | Marguerite de Rohan (1617–1684), Tochter des Herzogs Henri II. de Rohan | Unterschrift, Vollwappen und Widmung. |
| 124–125 | 1610      | Francesco Contarini, Doge von Venedig | Allegorisches Gemälde mit Wappen und Inschrift durch einen venezianischen Maler. |
| 125     | 1614      | Johann Christoph von Westerstetten, Fürstbischof von Eichstätt | Unterschrift und Darstellung von Putten, Wahlsprüchen und den Figuren von Gerechtigkeit und Frieden. |
| 128–129 | 1616      | Moritz von Oranien, Statthalter der vereinigten Niederlande | Unterschrift und Wappen. |
| 131     | 1608      | Giovanni de’ Medici, Premierminister seines Neffen Cosimo II. | Unterschrift, Wahlspruch und Wappen mit Darstellung von Tieren, Fischen, Reptilien, Vögeln und Blumen, die die vier Elemente und Jahreszeiten darstellen.                                                            |
| 134     | 1616      | Johann Albrecht I. (1563–1623), Graf zu Solms-Braunfels | Unterschrift und Wappen. |
| 135     | 1616      | Adam Gottfried Berca, Baron von Berka von Dubá | Unterschrift, Wahlspruch und Wappen auf dem Schild eines gepanzerten Ritters zu Pferd. |
| 137     | 1596      | Ludwig Eberhard zu Oettingen-Oettingen (1577–1634), Graf | Unterschrift, Widmung und Wappen in einer Begrenzung aus sitzenden Vögeln. |
| 138–139 |           | | Doppelseite mit Blumen, Muscheln und Insekten innerhalb eines Randes aus Muscheln. |
| 140     | 1597      | Ludwig (1579–1643), Graf zu Erbach | Unterschrift, Wahlspruch und Wappen in einer Begrenzung aus Vögeln und einer Fledermaus. |
| 143     |           | Vratislaus I., Fürst von Fürstenberg | Unterschrift, Wahlspruch und Wappen. |
| 146     | 1627      | Georg IV., Graf von Ortenburg | Unterschrift, Vollwappen und gemalte Szene mit industriellem Bergbau. |
| 147     | 1629      | Philipp Ernst von Mansfeld-Artern (1560–1631), kursächsischer Hauptmann | Unterschrift, Wahlspruch und Wappen mit zwei Palästen. |
| 148     | 1630      | * Franz Christoph von Teuffenbach * Sybilla von Teuffenbach, geb. von Herberstein * Christoph von Welz, Baron von Eberstein                                                                                        | Unterschriften, Wahlsprüche und Wappen vor einer weitläufigen Landschaft mit Ernteszene. |
| 149     | 1608      | Georg Friedrich, Graf von Hardegg und von Glatz | Unterschrift, Wahlspruch und Wappen mit Baldachin. |
| 152     | 1626      | Friedrich Casimir, Reichsgraf von Ortenburg | Unterschrift, Vollwappen und Wahlspruch. |
| 153     | 1625      | Freiherr Georg von Wartenberg († 1632) | Unterschrift, Wahlspruch und Wappen mit einem geflügelten Hermelin. |
| 156     | 1616      | Johann Conrad von Rosenbach, Johanniter in der Komturei Rothenburg ob der Tauber | Unterschrift, Wahlspruch und Wappen. |
| 157     |           | | Ganzseitiges Gemälde einer Seeschlacht mit der Eroberung der türkischen Galeere Sultana durch Galeeren des Malteserordens.                                                                                           |
| 160     | 1609      | Jehan Phelipaux, Berater von Heinrich IV. von Frankreich | Unterschrift, Wahlspruch, Widmung und Wappen. |
| 162     |           | Johann Friedrich, Graf von Schwarzenberg und Baron von Hohenlandsberg | Unterschrift, Wahlspruch und Wappen in einer gemalten Umrandung mit Laubblättern und Vögeln. |
| 163     |           | | Gemälde mit einer Landschaft, die Philipp Hainhofer 1610 als „gar schvne Niderlandische Landschafft ...... wie Leander zu Heron bey dem mohnschein über das Wasser will schwümmen“ bezeichnete.                      |
| 164     |           | | Gemälde mit einem Jungen mit einem Korb mit Brezeln und einer Uhr in einer Umrandung von Laubblättern und Tieren. |
| 165     | 1596      | Christoph, Graf von Schwarzenberg und Baron von Hohenlandsberg | Wahlspruch und Wappen in einer gemalten Umrandung mit Blumen und Reptilien. |
| 168     | 1621      | Per Brahe, Graf zu Visingsborg | Unterschrift, Wahlspruch und Wappen. |
| 169     | 1618      | Johann Conrad, Wild- und Rheingraf von Dhaun | Unterschrift, Wahlspruch und Wappen. |
| 174     |           | Marx Fugger (1564–1614), Graf von Kirchberg und Weißenhorn | Unterschrift, Vollwappen und Darstellung eines Löwen und eines Evangelisten, gemalt von Johann Matthias Kager. |
| 175     | 1616      | Johann Casimir, Graf von Beckenstein | Unterschrift, Vollwappen und Wahlspruch mit Darstellung von Fischen. |
| 178     |           | Philippe de Canaye, Sieur du Fresne (1551–1610), französischer Diplomat und Gesandter von Heinrich IV. in der Republik Venedig                                                                                     | Unterschrift und Vollwappen. |
| 179     | 1596      | Georg Christoph Urschenbeck | Unterschrift, Wahlspruch und Wappen in einer gemalten Umrandung mit Vögeln und Insekten. |
| 179–180 |           | | Doppelseite mit Blumen in einer Umrandung aus Muscheln. |
| 182     | 1608      | Bonaventura de Lafont, Graf | Unterschrift, Wahlspruch und Wappen in einer gemalten Umrandung mit Vögeln. |
| 183     | 1611      | Jacques Bongars, französischer Diplomat | Unterschrift, Wahlspruch und Wappen mit Darstellung von Stiefmütterchen und Herzen. |
| 186     |           | | Zeichnung einer nackten Frau mit Musikinstrumenten und einem Pfau. |
| 187     | 1596      | Johann Christoph, Baron von Puchheim, Herr auf Göllersdorf | Unterschrift, Wahlspruch und Wappen in einer gemalten Umrandung mit Schmetterlingen. |
| 190     | 1629      | * Hans Paul, Baron von Wolzogen * Hans Sigismund, Baron von Wolzogen | Wahlsprüche und Wappen. |
| 192     | 1611      | Zacharias Geizkofler, Reichspfennigmeister des Heiligen Römischen Reichs | Unterschrift, Vollwappen und Wahlspruch. |
| 194     | 1606      | Hans Wilheim von Riedheim und Angelberg, Edelmann aus Schwaben | Unterschrift, Wahlspruch und Widmung. |
| 195     |           | Johann Adam, Baron von Vöhlin | Unterschrift und Wahlspruch auf einer Schriftrolle, die von zwei gekrönten Engeln gehalten wird. Das Wappen wird mit Minerva mit Symbolen von Krieg und Frieden dargestellt.                                         |
| 198     | 1626      | Peter Ernst, Baron von Ernhingen and Pittingen | Unterschrift und Wappenanhänger mit Kopf eines Engels. |
| 200     | 1614      | Hugoldt Beer auf Hugoldsdorf | Unterschrift und Wahlspruch. |
| 201     | 1607      | Servatius Reichelt (1573–1624), Assesor am Landgericht des Fürstentums Breslau | Unterschrift, Gebet und Widmung. |
| 203     | 1629      | Matthias Hoë von Hoënegg, kursächsischer Oberhofprediger | Unterschrift, Wappen und Wahlspruch. |
| 205     |           | | Zeichnung mit Feder und Kreide Die drei Marien am Grab von Georg Behem. |
| 208     |           | Lamoral von Taxis, kaiserlicher Kämmerer | Unterschrift, Wahlspruch und Wappen. |
| 209     |           | | Federzeichnung als Kopie eines Stichs, der die Tötung des Herzogs von Guise im Jahre 1563 zeigt. |
| 211     |           | | Unterschrift und Federzeichnung eines leeren Schildes auf einem Hügel. |
| 214–215 | 1602      | Ferdinand Matthioli (1565–1625), Arzt und Berater von Kaiser Matthias | Wappen von Ferdinand II., König von Böhmen, in Gold auf Schwarz mit dem Datum 1618 auf Seite 214. Porträtzeichnung von Ferdinand Matthioli in roter und schwarzer Kreide von Joseph Heintz der Ältere auf Seite 215. |

## Entstehung

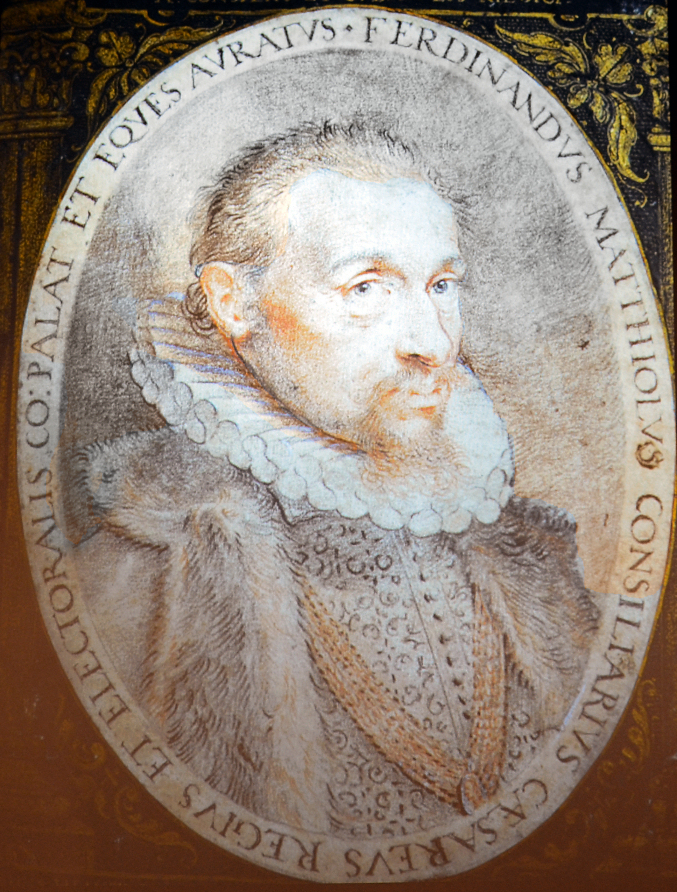
Philipp Hainhofer im Stammbuch, ca. 1610

Seit ihrem Aufkommen in den 1530er Jahren waren Stammbücher im Umkreis der Universität Wittenberg und der dortigen Reformatoren Zeichen persönlicher Netzwerkbildung. Vor diesem Hintergrund begann der Augsburger Kaufmannssohn Philipp Hainhofer im Jahr 1596 bei einer Bildungsreise durch Italien mit dem Sammeln von Stammbucheinträgen. Die meisten Einträge dürften erst später bei seinen geschäftlichen Reisen oder in Augsburg beim Besuch auswärtiger Gäste in seiner Kunstsammlung entstanden sein. Auch wurden anscheinend erbetene Blätter eingefügt, die postalisch zugestellt wurden. Ab etwa 1610 praktizierte Hainhofer eine politische Funktionalisierung seines Stammbuchs. Dabei erhielt er durch die prominenten Eintragenden Einladungen zu Audienzen. Bereits während seiner Entstehung war das Stammbuch eine Touristenattraktion, die sich Besucher von Philipp Hainhofer in Augsburg gern zeigen ließen. Laut einer zeitgenössischen Quelle galt schon im 17. Jahrhundert das „uberaus künstliche Stammbuch, desgleichen wol nirgents solle gesehen werden“ als Sensation.
Darüber hinaus sind mit dem Wolfenbütteler Stammbuch mit 532 Seiten und dem Augsburger Stammbuch mit 116 Seiten zwei weitere Stammbücher von Philipp Hainhofer bekannt.

## Erwerbungen und Verbleib
Philipp Hainhofer war ab 1613 jahrzehntelang als Agent, Faktor und Korrespondent für Herzog August II. von Braunschweig-Lüneburg tätig, der ihn mit einem Jahresgehalt von 600 Reichstalern entlohnte. Nach Philipp Hainhofers Tod war sein Sohn Georg Ulrich Hainhofer (1614–1659) Haupterbe. Nach dessen Tod 1659 bemühte sich Herzog August II. von Braunschweig-Lüneburg um den schriftlichen Nachlass von Philipp Hainhofer. Er kam mit Reisebeschreibungen, Briefkorrespondenzen sowie Lautenbüchern fast vollständig nach Wolfenbüttel. Dort wurden die Schriften zwischen 1660 und 1663 in den Katalog der Herzog August Bibliothek eingetragen. Zum Nachlass gehörten zwei der drei Stammbücher von Philipp Hainhofer, aber nicht das Große Stammbuch Philipp Hainhofers.
Das Werk galt jahrhundertelang als verschollen. Im Jahr 1931 und erneut im Jahr 1941 tauchte es im Verkaufskatalog der Londoner  Antiquariatsbuchhandlung Bernard Quaritch Ltd. für 600 Pfund auf. 1946 erwarb der US-Amerikaner Cornelius Hauck (1893–1967) aus Cincinnati das Buch aufgrund seines botanischen Interesses an den darin enthaltenen Pflanzenabbildungen. 2006 wurde es aus seinem Besitz bei Christie’s in New York versteigert. Der Schätzwert lag bei 600.000 bis 800.000 Dollar. Die Herzog August Bibliothek scheiterte bei der Ersteigerung, da das Werk für fast 2,4 Millionen Dollar über das Londoner Antiquariat Maggs Brothers in eine britische Privatsammlung ging. 2019 wurde das Stammbuch von einem privaten Sammler über das Auktionshaus Sotheby’s exklusiv der Herzog August Bibliothek zum Kauf angeboten. Die vom Brexit und der Corona-Krise überschatteten Verkaufsverhandlungen zogen sich über ein Jahr hin. 2020 erwarb die Bibliothek das Werk für 2,8 Millionen Euro. Die Mittel stellten das Land Niedersachsen, die Beauftragte der Bundesregierung für Kultur und Medien, die Kulturstiftung der Länder und weitere Stiftungen zur Verfügung, darunter die Volkswagenstiftung, die Ernst von Siemens Kunststiftung, die Stiftung Niedersachsen und die Rudolf-August Oetker-Stiftung. Laut dem Direktor der Herzog August Bibliothek, Peter Burschel, ist es der bedeutendste Ankauf seit dem Erwerb des mittelalterlichen Evangeliars Heinrichs des Löwen im Jahr 1983.

## Erforschung und Ausstellung

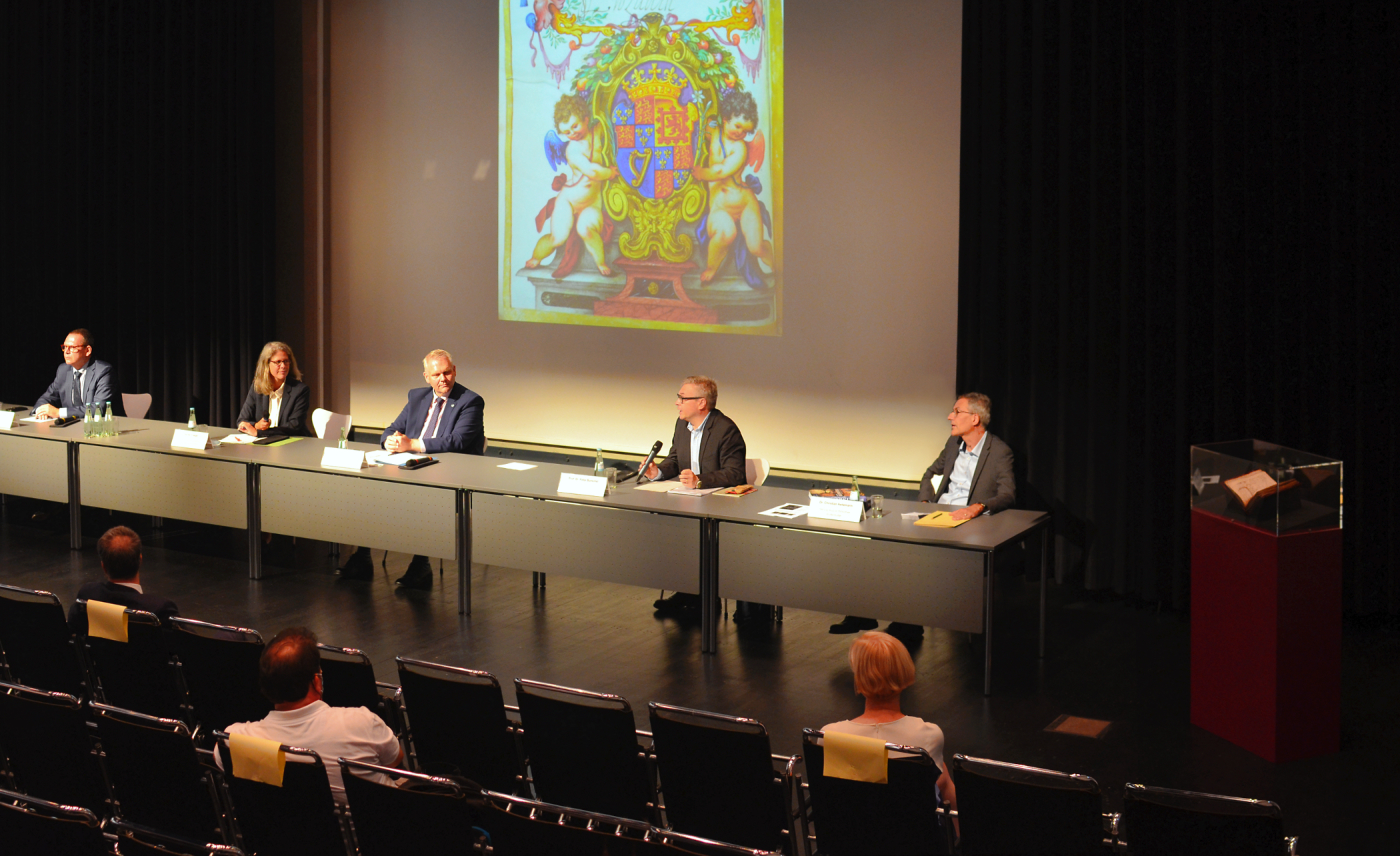
Pressekonferenz zum Ankauf des Stammbuches, u. a. mit Markus Hilgert von der Kulturstiftung der Länder, Wissenschaftsminister Björn Thümler und Peter Burschel, rechts in der Vitrine das Buch

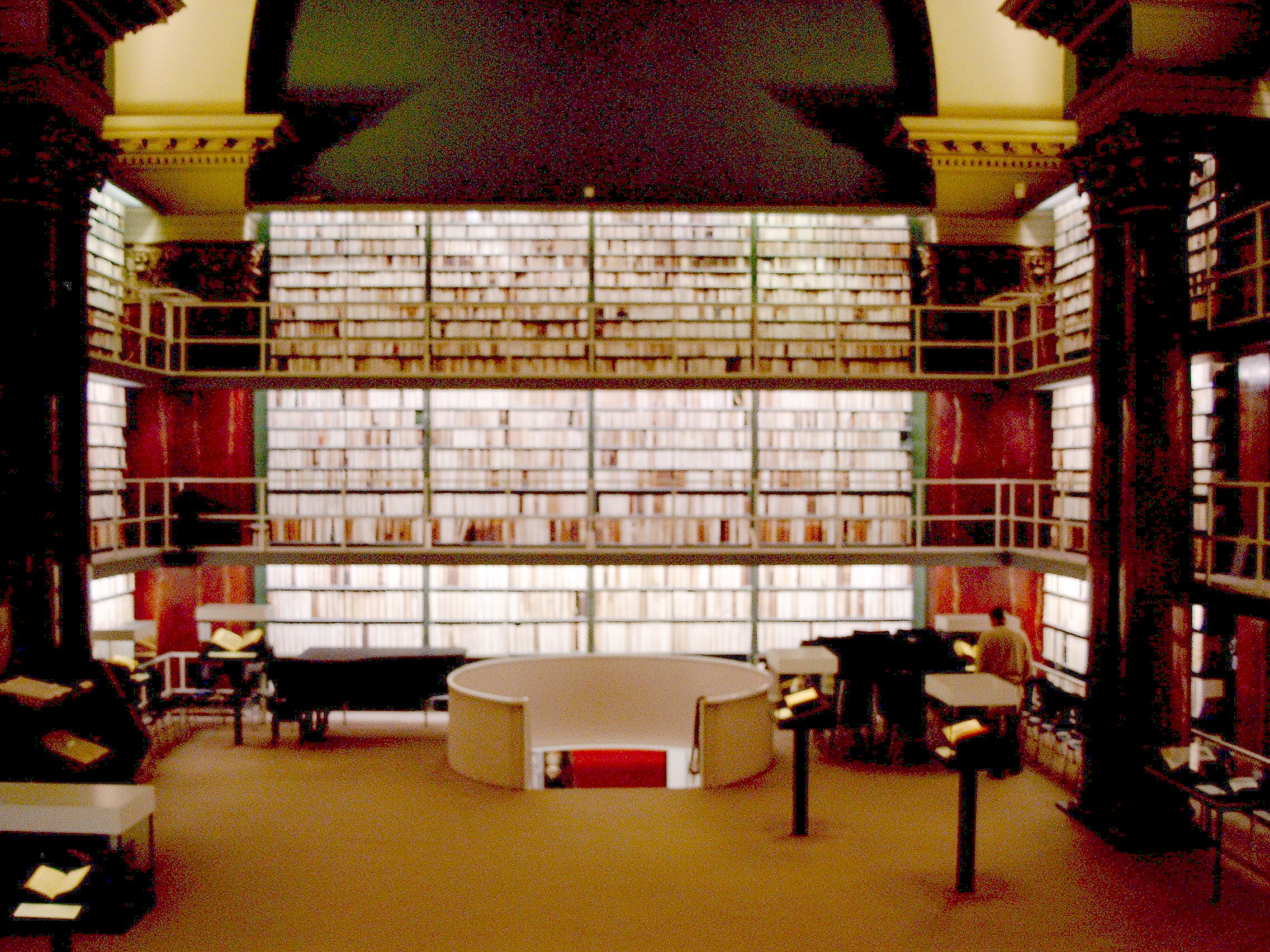
Herzog August Bibliothek in Wolfenbüttel

Der Öffentlichkeit wurde der Ankauf des Stammbuches von der Herzog August Bibliothek in einer Pressekonferenz am 25. August 2020 im Sprengel Museum Hannover bekannt gegeben. Durch den Erwerb ist es erstmals der Forschung zugänglich. Nach Meinung der Fachwelt eignet sich die Herzog August Bibliothek als Forschungsbibliothek weltweit am besten zur Erforschung und Präsentation des Werkes. Für Historiker stellt es, wie auch der übrige schriftliche Nachlass von Hainhofer, eine wichtige Quelle zu den kulturellen und politischen Netzwerken der deutschen Höfe im 17. Jahrhundert dar. Verbunden mit dem Ankauf ist ein dreijähriges Forschungsprojekt der Herzog August Bibliothek, bei dem die Entstehung und Geschichte des Werkes sowie seine künstlerische Ausgestaltung wissenschaftlich untersucht werden. Das Forschungsprojekt wird mit 300.000 Euro vom Land Niedersachsen aus Mitteln der Volkswagen-Stiftung finanziert. Während des Projekts soll das Werk digitalisiert und online verfügbar gemacht werden. Für die Öffentlichkeit ist eine Ausstellung geplant, bei der das Stammbuch im Rahmen des konservatorisch Vertretbaren gezeigt wird.
Das Stammbuch trägt in der Sammlung der Herzog August Bibliothek die Signatur Cod. Guelf. 355 Noviss.  8°.
und wird in einem klimatisierten, begehbaren Tresor der Bibliothek verwahrt, in dem auch das Evangeliar Heinrichs des Löwen lagert.

## Bedeutung
Das Große Stammbuch gilt von den drei Stammbüchern von Philipp Hainhofer als das kunst- und kulturgeschichtlich bedeutendste. Experten zufolge überrage es in Ausstattung und politischer Bedeutung die weltweit etwa 25.000 dokumentierten Stammbücher. Die Personen, die sich im Großen Stammbuch eingetragen haben, waren privilegiert und Angehörige der Oberschicht. Laut Peter Burschel von der Herzog August Bibliothek habe Philipp Hainhofer die damaligen Eliten dazu gebracht, in seinem Buch zu unterschreiben. Für ihn war es ein Geschäftsmodell, das als Türöffner in Adelskreisen diente, um eine längerfristige Handelsbeziehung zu etablieren und Folgeaufträge für andere Kunstobjekte zu erhalten. Mit dem Buch, das schon damals als Sensation galt, erhielt Philipp Hainhofer Zugang zu den bedeutendsten politischen Entscheidungsträgern seiner Zeit.
Einzelne Medien bezeichnen das Buch als Who’s Who des 17. Jahrhunderts. Der Niedersächsische Wissenschaftsminister Björn Thümler hält es für einen „herausragenden Kulturschatz nationalen Ranges“.